# Eilema sericeola
Eilema sericeola là một loài bướm đêm thuộc phân họ Arctiinae, họ Erebidae.